# ليون كارفاليو
ليون كارفاليو (بالفرنسية: Léon Carvalho)‏ هو مغني ومغني أوبرا ورائد فرنسي، ولد في 18 يناير 1825 في بورت لويس في موريشيوس، وتوفي في 29 ديسمبر 1897 في باريس في فرنسا.